# Fernando José Monteiro Guimarães
Fernando José Monteiro Guimarães (Recife, 19 luglio 1946) è un arcivescovo cattolico brasiliano.

## Biografia
Fernando José Monteiro Guimarães è nato a Recife il 19 luglio 1946.

### Formazione e ministero sacerdotale
Ha frequentato il seminario minore dei redentoristi a Garanhuns e gli studi superiori nel seminario redentorista di Campina Grande. Ha studiato filosofia e teologia nel seminario maggiore redentorista di Juiz de Fora. Ha conseguito la licenza in filosofia nella Facoltà "Don Bosco" a São João del Rei, il dottorato in teologia morale presso l'Accademia alfonsiana con una tesi intitolata O homen fonte de moral objectiva na Costituiçao sobre a Igreja no mundo contemporaneo (L'uomo fonte della morale oggettiva nella Costituzione sulla Chiesa nel mondo contemporaneo) nel 1989  e poi la licenza in diritto canonico presso l'Ateneo Romano della Santa Croce a Roma.
Il 25 gennaio 1965 ha emesso la prima professione. Il 13 dicembre 1969 ha pronunciato la professione solenne.
Il 15 agosto 1971 è stato ordinato presbitero. In seguito è stato membro dell'équipe pastorale del santuario di Nostra Signora del Perpetuo Soccorso a Campos dal 1971 al 1973; vicario parrocchiale della parrocchia di Sant'Alfonso a Rio de Janeiro dal 1974 al 1978; coordinatore della pastorale della gioventù del vicariato nord dell'arcidiocesi di Rio de Janeiro dal 1976 al 1977; membro dell'equipe di coordinamento della pastorale della stessa arcidiocesi nel 1978; vicario parrocchiale della parrocchia di San Giuseppe a Belo Horizonte dal 1979 al 1980; collaboratore presso la Segreteria di Stato della Santa Sede e successivamente presso la Congregazione per i vescovi dal 1980 al 1983; segretario esecutivo della commissione della dottrina della fede per l'arcidiocesi di Rio de Janeiro dal 1984 al 1985; perito all'VIII assemblea generale ordinaria del Sinodo dei vescovi che si è tenuto nella Città del Vaticano dal 30 settembre al 28 ottobre 1990 sul tema "La formazione dei sacerdoti nelle circostanze attuali"; professore di teologia morale nell'Istituto teologico dell'arcidiocesi di Rio de Janeiro e nella Scuola teologica dei benedettini di Rio de Janeiro; membro del consiglio presbiterale e del collegio dei consultori dell'arcidiocesi di Rio de Janeiro e vicario giudiziale del Tribunale della medesima arcidiocesi; assistente del cardinale Eugênio de Araújo Sales dal 1990 al 1994.
Nel 1994 è entrato in servizio presso la Congregazione per il clero. L'11 marzo 2000 papa Giovanni Paolo II lo ha nominato capo ufficio del dicastero. Il 14 dicembre 2002 lo stesso pontefice lo ha nominato anche consultore della Congregazione delle cause dei santi.
Al momento della nomina a vescovo era anche membro della commissione speciale per la trattazione delle cause di dichiarazione di nullità della sacra ordinazione e di dispensa dagli obblighi del diaconato e del presbiterato; commissario deputato per la trattazione delle cause di dispensa dal matrimonio rato e non consumato e giudice esterno del tribunale di appello del vicariato di Roma.

### Ministero episcopale
Il 12 marzo 2008 papa Benedetto XVI lo ha nominato vescovo di Garanhuns. Ha ricevuto l'ordinazione episcopale il 31 marzo successivo nella chiesa di Sant'Alfonso all'Esquilino a Roma dal cardinale Cláudio Hummes, prefetto della Congregazione per il clero, co-consacranti il cardinale Crescenzio Sepe, arcivescovo metropolita di Napoli, e l'arcivescovo Mauro Piacenza, segretario della Congregazione per il clero. Ha preso possesso della diocesi il 1º giugno 2008 successivo.
Nel settembre del 2009 ha compiuto la visita ad limina.
Il 25 gennaio 2010 papa Benedetto XVI lo ha nominato del Supremo tribunale della Segnatura apostolica.
Il 6 luglio 2014 papa Francesco lo ha nominato ordinario militare in Brasile.
Tra il 2014 e il 2015 ha compiuto la visita apostolica nell'arcidiocesi della Paraíba. Monsignor Aldo di Cillo Pagotto, all'epoca arcivescovo di quella sede, era stato accusato di aver accolto in diocesi religiosi accusati di abusi sessuali in altri luoghi e poi di avere perpetrato egli stesso tale crimine. Da quest'ultima accusa è stato poi assolto.
Nel febbraio del 2020 ha compiuto una seconda visita ad limina.
Il 12 marzo 2022 papa Francesco ha accolto la sua rinuncia per raggiunti limiti di età; gli è succeduto Marcony Vinícius Ferreira, fino ad allora vescovo titolare di Vertara ed ausiliare di Brasilia.
In seno alla Conferenza nazionale dei vescovi del Brasile è presidente della commissione per l'implementazione dell'Accordo Brasile-Santa Sede.

## Genealogia episcopale e successione apostolica
La genealogia episcopale è:
- Cardinale Scipione Rebiba
- Cardinale Giulio Antonio Santori
- Cardinale Girolamo Bernerio, O.P.
- Arcivescovo Galeazzo Sanvitale
- Cardinale Ludovico Ludovisi
- Cardinale Luigi Caetani
- Cardinale Ulderico Carpegna
- Cardinale Paluzzo Paluzzi Altieri degli Albertoni
- Papa Benedetto XIII
- Papa Benedetto XIV
- Papa Clemente XIII
- Cardinale Marcantonio Colonna
- Cardinale Giacinto Sigismondo Gerdil, B.
- Cardinale Giulio Maria della Somaglia
- Cardinale Carlo Odescalchi, S.I.
- Vescovo Eugène de Mazenod, O.M.I.
- Cardinale Joseph Hippolyte Guibert, O.M.I.
- Cardinale François-Marie-Benjamin Richard de la Vergne
- Cardinale Pietro Gasparri
- Cardinale Carlo Chiarlo
- Cardinale Alfredo Vicente Scherer
- Cardinale Aloísio Leo Arlindo Lorscheider, O.F.M.
- Cardinale Cláudio Hummes, O.F.M.
- Arcivescovo Fernando José Monteiro Guimarães, C.SS.R.

La successione apostolica è:
- Vescovo José Luiz Gomes de Vasconcelos (2012)

## Araldica
| Stemma | Titolare                                                                       | Blasonatura | Descrizione |
|        | Fernando José Monteiro Guimarães Arcivescovo ordinario militare per il Brasile | D'azzurro allo scaglione d'argento caricato di tre rose di rosso e addestrato da una stella (7) d'oro e accompagnato in punta da un monte di tre vette dello stesso. Ornamenti esteriori da arcivescovo. Motto: "Vox verbi vas gratiae". | L'azzurro simboleggia il cammino delle Virtù che, rinunciando a ciò che è terreno, spinge la Chiesa verso la realtà del Cielo, testimoniando la trascendenza di Dio e l'eternità a cui tutti siamo chiamati. Lo scaglione è un'antica figura araldica che probabilmente simboleggiava la trave principale del tetto dell'edificio sotto il quale si riuniva la comunità. Per i cristiani, rappresenta la Chiesa. Esso è d'argento, colore della trasparenza e, quindi, simbolo della Verità rivelata, trasmessa dalla Chiesa. Le tre rose simboleggiano santa Teresa di Lisieux. Posizionate sullo scaglione, richiamano le parole della Santa: "nel cuore della Chiesa sarò l'Amore". La montagna è tratta dallo stemma della Congregazione del Santissimo Redentore a cui appartiene monsignor Fernando José Monteiro Guimarães. È di colore oro, il metallo più nobile, simbolo della fede. Infatti, è grazie alla fede che possiamo comprendere il messaggio di amore e redenzione che sgorga dal Monte Calvario. La stella rappresenta Maria, madre celeste, la cui luce illumina il cammino della Chiesa. La stella a sette punte corona il capo della Vergine, nell'icona della Madonna del Perpetuo Soccorso, consegnata dal beato papa Pio IX ai missionari redentoristi. Alla protezione di questa madre, l'arcivescovo affida il suo ministero pastorale e la sua diocesi. |